# ダーサンとクロヒョウ
『ダーサンとクロヒョウ』は、斉藤洋の児童文学作品。岩崎書店から1993年に刊行された。挿絵は森田みちよ。

## あらすじ
密林と草原の王者、ダーサンとクロヒョウパパ、クロヒョウボーイがアフリカのドュハハブ村にラジオを持っていく。しかし、その途中にはライオンが…。

## キャラクター
- ダーサン
自称密林と草原の王者。ターザンとよく似ているが、日本人である、眼鏡をかけているなどの違いがある。
動物語が話せる。
- クロヒョウパパ
クロヒョウ。ダーサンが与えたみつまめの缶詰めが大好き。
- クロヒョウボーイ
クロヒョウ。クロヒョウパパと同じくダーサンが与えたみつまめの缶詰めが大好き。
- ライオン
密林と草原の王者と名乗っているダーサンを憎んでおり、命を狙っている。
- ブーカブーカ
アフリカゾウ。ガールフレンドのフーカフーカがいる。

## シリーズ作品
- ダーサンと川のギャング